# Ezelen
Ezelen is een kaartspel waarbij het gaat om snelheid.

## Overzicht
- Doel: Zorg dat je alle vier de kaarten van dezelfde waarden in je hand krijgt.
- Spelers: 3-12

## Delen
Uit een normaal spel van 52 kaarten worden (afhankelijk van het aantal spelers) een aantal waardesetjes (♥♦♣♠ van gekozen waarde) geselecteerd. Als er bijvoorbeeld gekozen wordt met 5 mensen te gaan spelen dan kiest men de tienen, boeren, vrouwen, heren en azen. Mocht het niet goed uitkomen, dan worden overgebleven kaarten verwijderd (er zijn nog genoeg wel complete setjes over).
De kaarten worden geschud en verdeeld over het aantal spelers zodat iedere speler er vier heeft (twintig kaarten, verdeeld over vijf mensen). De kaarten worden niet aan andere spelers getoond.
Een speler zou bijvoorbeeld kunnen beschikken over K♥V♣A♦K♠. Er bestaan ook speciale ezelspellen. Deze bevatten kaarten met setjes van vier dezelfde dieren en dan gebruikt men evenveel setjes als er spelers zijn.

## Spelverloop
Een speler begint met aftellen (optioneel) en vervolgens geeft iedere speler synchroon een kaart door aan de volgende speler (kloksgewijs) in een redelijk hoog tempo (doorgeven iedere drie seconden). Bij gebruik van een ezelspel roept men hiertoe "Ezelen!!!!". Mocht er een speler uit tempo raken (bijvoorbeeld dat de speler voor hem zijn kaart nog niet kwijt kan en al een nieuwe krijgt) dan wordt deze er op geattendeerd en wordt het spel hervat. Doet hij dit echter nog eens, dan verliest hij de ronde.
Tijdens het doorgeven kan de speler van K♥V♣A♦K♠ beslissen zijn A♦ door te spelen en hij ontvangt van de speler naast hem een V♥;
Dit gaat in dat tempo door totdat een van de spelers in bezit is van 4 dezelfde; in het bovenstaande geval: K♥K♣K♦K♠ of vier dezelfde dieren indien een ezelspel wordt gebruikt.
Deze geeft dan een van tevoren afgesproken teken en stopt met kaarten doorgeven.
Wanneer andere spelers deze vinger zien verschijnen, moeten zij ook zo snel mogelijk hun vinger zo op de tafel leggen. In plaats van een vinger op de tafel leggen, kunnen er ook kleine voorwerpen, zoals bv. knikkers of lucifers op de tafel worden gelegd en dan moeten deze zo snel mogelijk gepakt worden als een speler vier dezelfde kaarten heeft. Bij een ezelspel zitten ezelpionnen die dienen te worden gepakt indien iemand vier dezelfde dieren heeft. Een niet oplettende speler, die zich afvraagt welke kaart hij de volgende ronde zou doorgeven en wacht op de kaart van zijn naaste, verliest, omdat hij als enige zijn vinger nog niet op de tafel heeft gelegd of als enige nog geen voorwerp of ezelpion heeft gepakt. Daarom krijgt hij de letter E en wordt het spel opnieuw gespeeld. Als hij weer verliest krijgt hij de Z en vervolgens de E en L, om het woord EZEL te vormen, wanneer het volledige woord is gevormd, is de verliezer, de "ezel" bekend en moet deze een gekozen opdracht vervullen (optioneel). De letters kunnen eventueel op een apart stukje papier worden geschreven achter de namen of iedere speler onthoudt zijn/haar eigen letters. In een ezelspel zitten hiervoor speciale ezelkaarten met de letters E, Z, E en L.